# Gosu
Gosu é um termo em coreano usado para se referir a uma pessoa altamente habilidosa. Em jogos de computador, o termo geralmente é usado para se referir a uma pessoa que domina jogos como StarCraft, Counter-Strike, Tekken, Warcraft III, Diablo II, DotA, League of Legends, Heroes of the Storm, Overwatch, Dishonored 2 e outros. O termo foi adotado por comunidades de jogos em muitos países devido à grande presença sul-coreana nas comunidades de jogos online.

## Origem
O termo é originário do vocabulário sino-coreano e cognata em outras línguas do Leste Asiático que apresentam o mesmo hanja (高手, literalmente "mão alta") incluindo gāoshǒu (Mandarim, "especialista; ás; mestre"), ko-chhiú (Taiwanês, mesmo significado que no mandarim) e cao thủ (Vietnamita, "pessoa qualificada, com muita habilidade; mestre"). No dialeto da província de Gyeongsang do Sul, gosu também tem o significado de "líder". Figurativamente significando alguém profissional ou altamente habilidoso em alguma coisa, o uso da palavra gosu geralmente se refere às artes marciais ou ao jogo Go.

## Termos relacionados
Embora não seja tão popular, também existem várias outras palavras coreanas comumente usadas para descrever jogadores com vários níveis de habilidade. Joongsu (hangul: 중수, hanja: 中手, literalmente "mão do meio") significa "um jogador moderadamente bom", hasu (hangul: 하수, hanja: 下手, literalmente "mão baixa") para "um jogador ruim" ou "uma pessoa sem habilidade" e chobo (hangul: 초보, Hàn-jī: 初步, literalmente "primeiro passo") para "um jogador iniciante". Hasu e chobo são jogadores com o mesmo nível de habilidade, mas hasu é usado de forma desrespeitosa ou depreciativa. O equivalente a hasu seria a palavra anglófona "newbie", chobo seria algo como "novato". 